# Avia (entreprise)
Pour les articles homonymes, voir Avia.
Avia était une entreprise industrielle de mécanique de l'ex Tchécoslovaquie. Elle était spécialisée dans la production d'avions militaires et civils, de camions et de composants pour l'aviation. Elle a été créée en 1919 par Pavel Beneš, Miroslav Hajn, Jaroslav František Koch et Václav Malý. En 1928 et 1929, elle a fait partie du groupe Škoda. 
Durant les années 1930, elle fut la plus importante entreprise aéronautique du pays et se transféra à Letňany, près de Prague. Nationalisée après la Seconde Guerre mondiale sous le régime communiste, elle commence à produire des camions. La fabrication d'avions prendra fin en 1963. En 1992, la société sera éclatée en deux, Avia propeller et Avia truck.

## Historique

### Les débuts aéronautiques

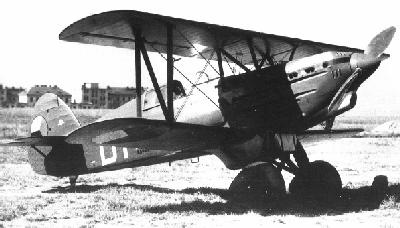
Un Avia B.534.

Avia est une société tchécoslovaque de construction aéronautique fondée en 1919 par Pavel Beneš(mul), Miroslav Hajn (mul), Jaroslav František Koch et Václav Malý. Jusqu’en 1927 les deux premiers sont responsables de la conception des avions de la firme, ce qui conduit à utiliser leurs initiales pour nommer ces avions : BH-x. J.F. Koch est le créateur des fameuses motos Praga et Václav Malý assume la gestion financière et commerciale de l’entreprise.
Au cours de l’été 1921 l’entreprise Avia est rachetée par le millionnaire Miloš Bondy, mais continue à commercialiser ses productions sous l’appellation Avia. En 1928 la firme est rachetée par le groupe Škoda. Puis, en 1930, Pavel Beneš et Miroslav Hajn quittent Avia pour intégrer ČKD-Praga, la direction du bureau d’études d'Avia étant alors confiée à l’ingénieur František Novotný. Les avions seront désormais désignés B.x.
Devenu le principal constructeur aéronautique du pays, Avia produit des appareils étrangers sous licence, comme le trimoteur commercial Fokker F.VIIb/3m et conçoit également des avions civils et militaires dont le chasseur Avia B.534, l'avion tchèque le plus construit de l'histoire. Pendant l'occupation nazie, Avia produit différents modèles et pièces de rechange de conception allemande pour le compte de la Luftwaffe.  
Nationalisée après la fin de la Seconde Guerre mondiale, l'entreprise continue de produire des avions dont le Messerschmitt Bf 109. Surnommé Mezek (La mule) par les pilotes tchèques, l’Avia S-199 est le premier chasseur de l’aviation militaire israélienne, pays dans lequel il a été surnommé Sakeen (Couteau).

### Les camions

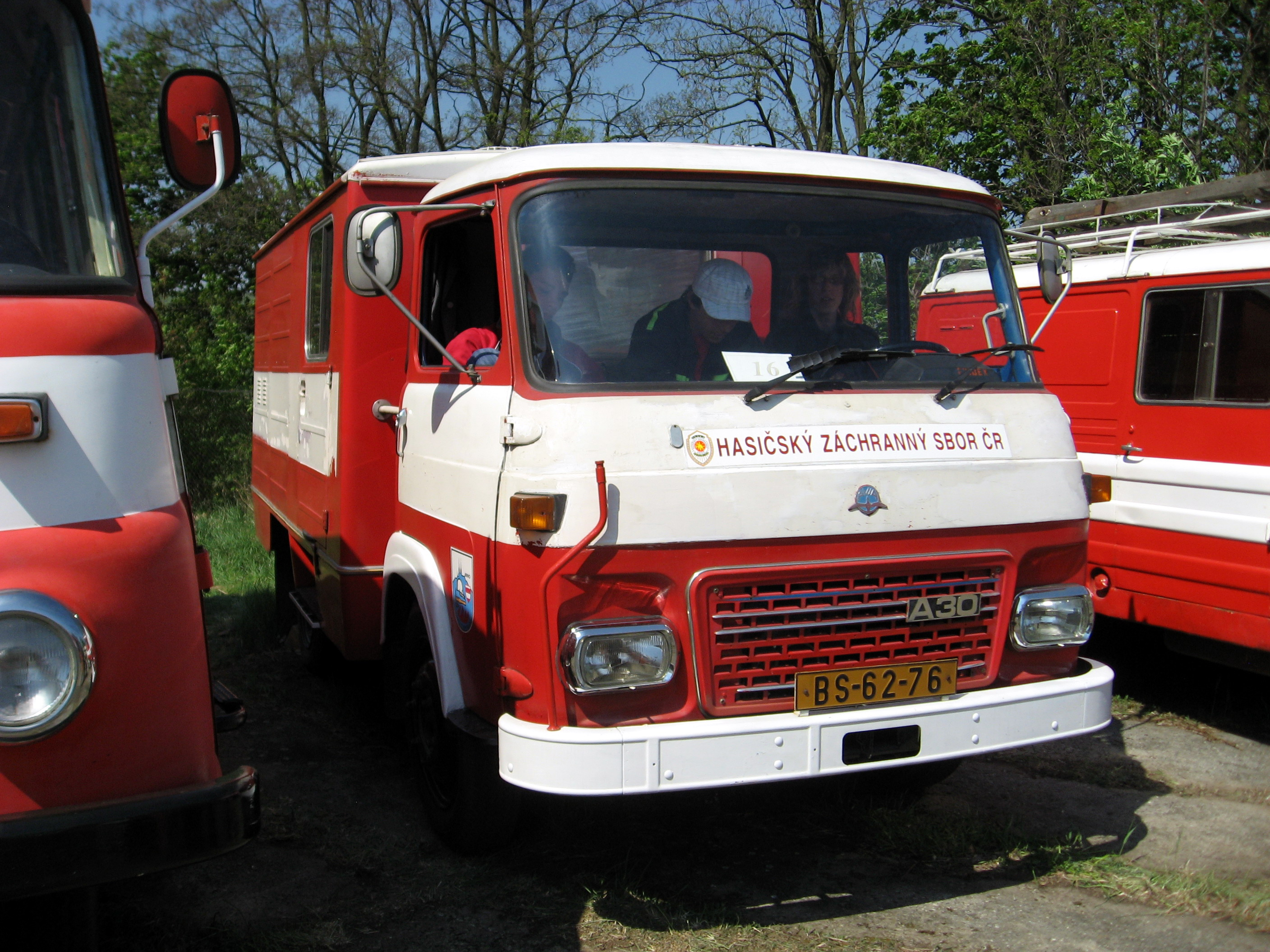
Avia A30, issu de la collaboration avec Saviem.

Parallèlement à la construction d'avions, la société commence aussi la production de véhicules routiers en 1946.
À la suite de la réorganisation de l'industrie tchécoslovaque imposée par les autorités soviétiques, il fut décidé qu'Avia deviendrait un constructeur de véhicules lourds. Dès 1946, un prototype du Škoda R-706 a été développé et la première série de camions et de bus a été fabriquée en 1947. Ces véhicules ont été exportés dans les pays du Comecon et ont connu un certain succès.
Au début, l'entreprise s'est concentrée sur l'assemblage de véhicules T-805. En 1961, il est passé à la fabrication du camion Praga V3S/S5T. Le légendaire V3S à trois essieux a été maintenu dans le programme de fabrication d'Avia jusqu'en 1988. Il a surtout été utilisé par les militaires et, dans sa version civile, pour une utilisation lourde sur les chantiers de travaux publics ou en forêt et dans toute opération dans des conditions difficiles. En 1963, Avia a commencé à fabriquer des châssis pour le véhicule blindé OT 64 (SKOT). Les constructeurs Praga et Tatra, ainsi que certains fabricants polonais ont participé à sa fabrication.

#### La gamme Avia "A" sous licence Saviem
En 1965, des changements structurels de la demande concernant un camion de petit tonnage sont apparus sur les marchés nationaux et internationaux. L'entreprise Avia a envisagé deux possibilités : développer ses propres nouveaux modèles ou obtenir une licence pour construire les produits d'un autre constructeur. Avia a accepté l'offre du constructeur français Renault-Saviem de deux modèles de camions. La production sous licence, en série des nouveaux camions a débuté à l'automne 1968. Le plus gros véhicule était le Renault Super Galion SG, commercialisé comme Avia A30, et le plus petit était le Renault Super Goélette, Avia A15.

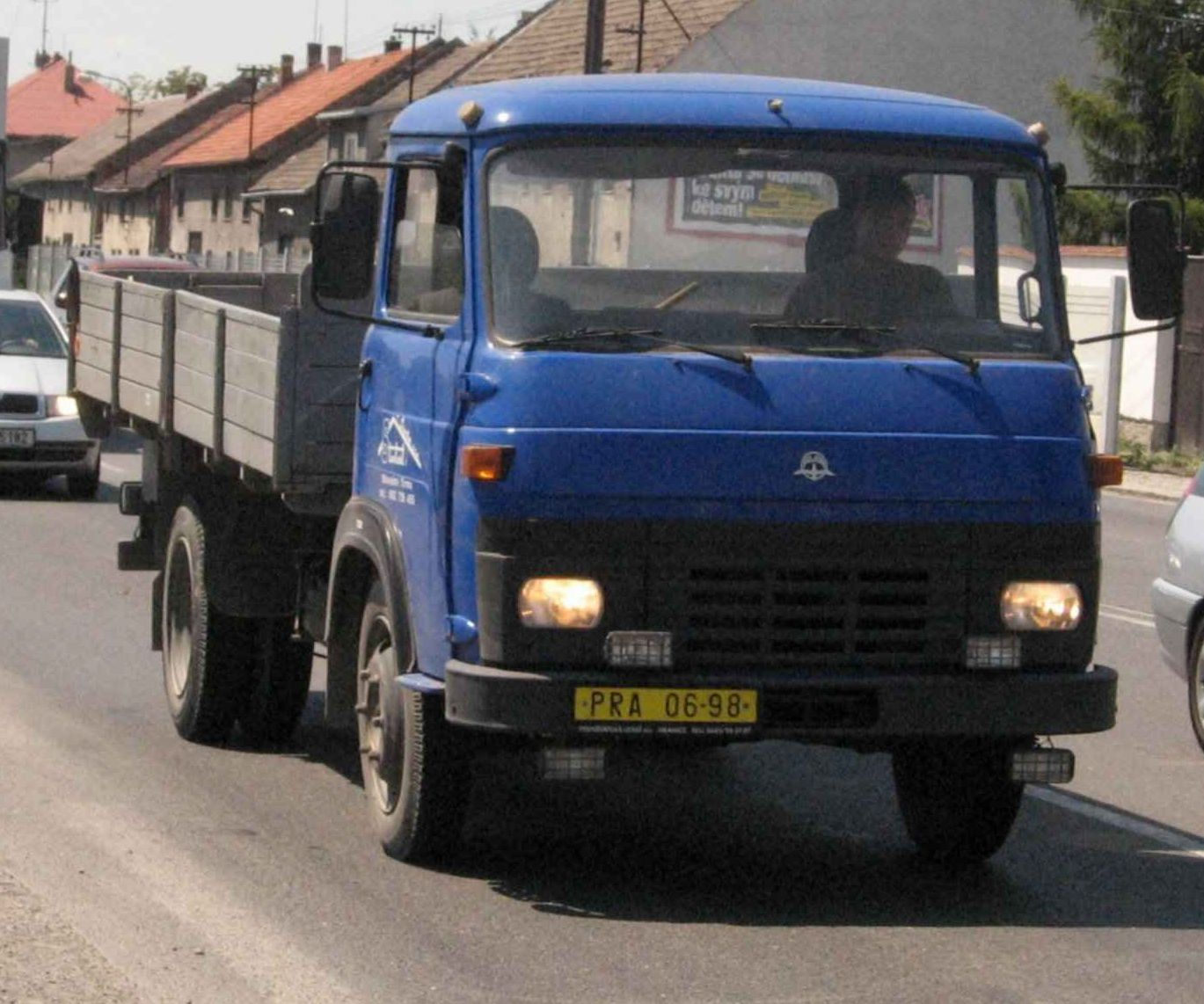
Camion Avia A31 - Saviem Super Galion.

Cette nouvelle production nécessita la construction d'un nouvel atelier ainsi que la modernisation des installations existantes. Avia est devenu un des plus importants constructeurs tchécoslovaques. La production annuelle a atteint 17 000 véhicules. Au fil du temps, les modèles Avia ont été modernisés. La cylindrée est passée de 3,32 à 3,61 litres. En 1983, l'Avia A31 a remplacé l'Avia A30 et l'Avia A15 a été remplacé par l'Avia A21.
En 1963, la branche avions d'Avia cesse de produire des avions entiers, dépassée par son concurrent de toujours, Aero Vodochody, mais continue de fabriquer des moteurs et des hélices pour l'aéronautique. L'entreprise se concentre surtout sur la branche camions et obtient en 1967 une licence pour produire plusieurs modèles de la société Saviem.
En 1986, Avia National Concern est créé. Cette structure d'État regroupe les filiales poids lourds de Brno, Ivančice et Žilina, avec les constructeurs Praga, BSS, Metaz et Kutná Hora. Cette restructuration deviendra effective le 1er juillet 1988. Avia Letňany, société mère, fabriquait des moteurs, des cabines de camions et assemblait tous les châssis. Les superstructures produites dans les usines de Brno, Ivančice et Žilina étaient assemblées sur les châssis. L'usine de Kutná Hora fabriquait tous les essieux pour les véhicules Avia. La gamme des véhicules comprenait des camions et des autobus ainsi que des pièces spéciales pour le secteur automobile. Les châssis Avia ont servi de base aux autobus construits en Bulgarie, en Yougoslavie et en Hongrie.
En 1989, la société est scindée en entreprises distinctes. Avia Letňany lance l'assemblage de fourgons A21 FC. En 1993, Avia lance les modèles A21T et A31T, équipés de moteurs turbo répondant à la norme Euro I.

#### La privatisation et la reprise par Daewoo-Steyr
En 1992, Avia est transformée en société anonyme et a créé Avia-Hamilton Standard spécialisée dans la fabrication d'hélices d'avions. En 1993, la fabrication des hélices a été déplacée de l'usine Letňany dans de nouveaux ateliers près de Stará Boleslav, mettant définitivement fin à la production d'avions à Letňany.
La société Avia SA a été privatisée à hauteur de 66 % en deux temps. Pour assurer le développement de l'entreprise, le gouvernement a commencé par chercher un investisseur étranger. Des discussions ont été menées avec plusieurs parties concernées, en première ligne, Renault, constructeur automobile français avec lequel Avia avait obtenu deux licences ; suivie par la société allemande Mercedes-Benz. Mais l'appel d'offres international d'achat lancé en 1995 a été remporté par un consortium formé par le coréen Daewoo et l'autrichien Steyr-Puch. Le consortium, enregistré aux Pays-Bas sous le nom de Daewoo Steyr B.V., a acquis 50,2 % des actions d'Avia SA, devenant ainsi le propriétaire majoritaire de la société dont la raison sociale devint Daewoo Avia AS. La nouvelle entité devient également l'importateur exclusif des véhicules Daewoo en république Tchèque.

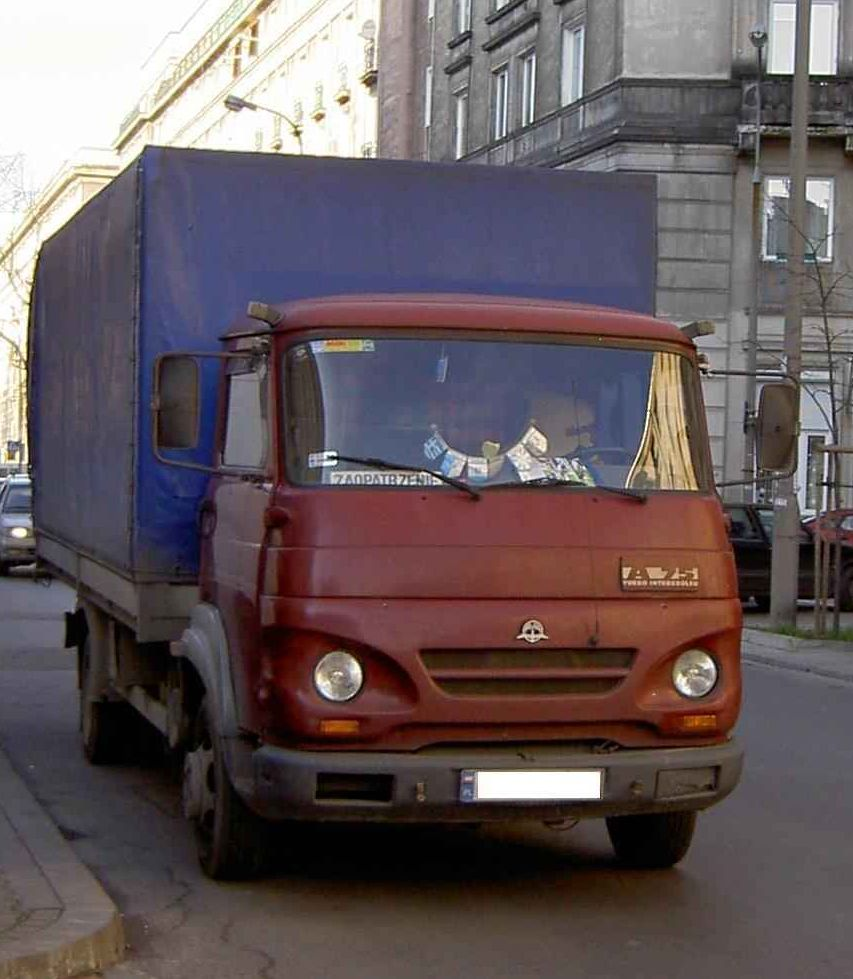
Avia A75.

Dès 1997, Daewoo Avia AS lance plusieurs nouveaux modèles, modernes, sur le marché tchèque comme la gamme A60/65/75/80. Les véhicules disposaient d'un châssis complètement nouveau, de freins à disque avant et de moteurs Euro II d'une puissance de 76 kW et 85 kW. Les cabines avaient un nouvel aménagement intérieur de conception moderne et étaient basculantes. On estime que 250 000 véhicules de la série Avia A ont été fabriqués dans l'usine de Letňany entre 1968 et le 13 novembre 2000, date d'arrêt de la production. De 1997 à 1999, l'usine de Letňany a assemblé les utilitaires légers "Lublin" et "Lublin II" importés en CKD de Daewoo Motor Poland.
Dans le même temps, la nouvelle équipe de direction coréenne de Daewoo Avia s'était fixé un objectif ambitieux : développer et fabriquer un camion de taille moyenne entièrement nouveau, dans la tranche de poids de 6 à 9 tonnes et puisse être compétitif sur les marchés d'Europe de l'Ouest. La cabine du véhicule, conçue en Italie offrait un maximum de confort au conducteur et aux passagers, était la composante la plus importante et nouvelle du véhicule. Les concepteurs Daewoo Avia de l'usine de Letnany étaient responsables de la coordination du projet et du développement moteur / châssis. Le coût total du projet s'élevait à plus de 160 millions de dollars.

#### La faillite de Daewoo et le rachat par Odien
En 1999, le groupe coréen Daewoo fait faillite se libérant, de fait, de sa filiale à 50,2 % tchèque. La société Avia SA de Prague se reconstitue en 2000 en tant qu'entreprise indépendante. Tous les biens immobiliers appartenant à l'ancienne entreprise sont vendus, y compris les appartements des travailleurs de l'usine de Letňany.

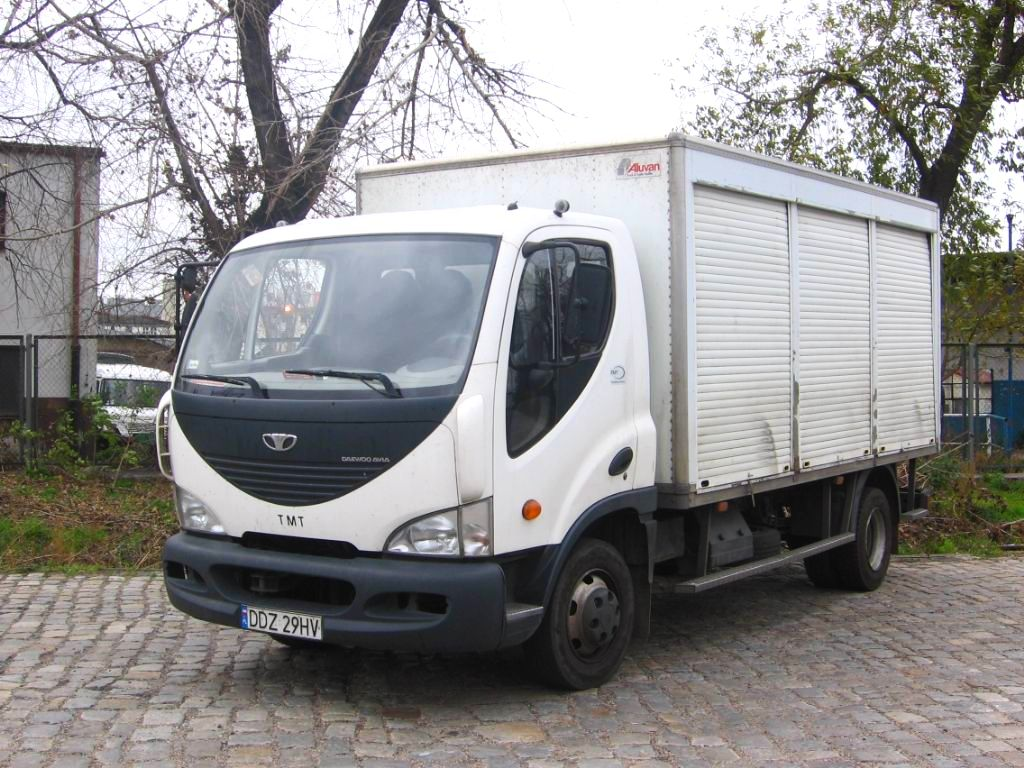
Avia D90.

La nouvelle gamme Avia D est présentée au Salon du camion de Brno en juin 2000. Avec sa nouvelle cabine, Avia a également lancé un nouveau moteur D432-100 répondant à la norme CEE R49-03 (Euro 3) sans électronique ni technologie EGR. Pour faire homologuer le véhicule dans le marché européen, Avia a dû remplacer son moteur par un moteur Cummins ISBe 150.30 de 150 ch, fabriqué par Cummins Engine Company à Darlington au Royaume-Uni. (en fait, un moteur Fiat Powertrain Technologies NEF)
En 2004, les pertes accumulées de la société ne peuvent que conduire inévitablement à une prise de contrôle par une entreprise extérieure pour tenter de faire survivre la marque et les emplois. Odien, une compagnie d'investissements basée en République Tchèque, entame des négociations en vue de reprendre la participation de l'ex Daewoo Steyr BV de 50,2 %. L'opération s'achève avec succès début 2005. Odien doit procéder à la restructuration physique et financière complète de l'entreprise. La production du moteur Daewoo Avia D432-100 a été arrêtée. La marque Avia a changé de logo et a lancé le développement de modèles conformes à la norme Euro IV. Un nouveau modèle de 12 t, le D120, a été lancé. Après des discussions avec plusieurs fabricants étrangers, Odien a vendu la société de camions à l'indien Ashok Leyland en octobre 2006.

#### La vente à Ashok Leyland

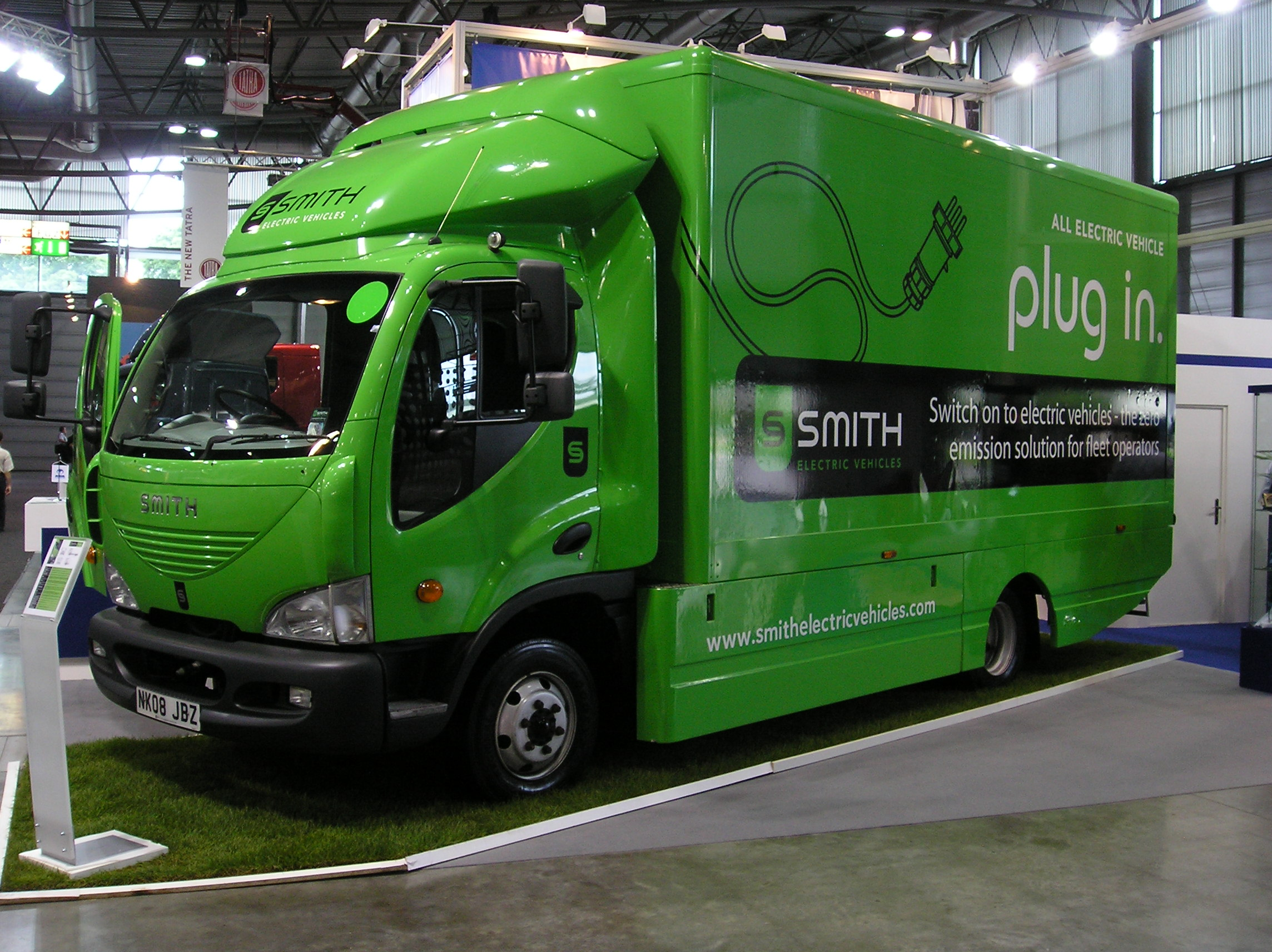
Le camion électrique Smith sur châssis et cabine Avia.

La marque Avia commence une nouvelle ère sous la houlette du constructeur indien Ashok Leyland. Une nouvelle société "Avia Ashok Leyland Motors SRO (AALM)" est créée. En 2006, les ventes s'élèvent à 650 unités. La demande est restée forte sur le marché national tchèque, au Royaume-Uni, en Espagne, en Hongrie et en Irlande. En 2006 en Irlande, Avia détenait 16 % de part de marché sur son segment. En 2006, les nouveaux modèles Euro IV équipés de moteurs Cummins de 160 et 185 ch et le D120 sont lancés, ce dernier en version semi-remorque de 22 tonnes.
En 2007, une collaboration avec le groupe britannique Tanfield a permis le lancement du camion « Avia électrique », AALM fournissant des châssis-cabines sans moteurs, boîtes de vitesses et autres composants de camions diesel à Smith Electric Vehicles, filiale de Tanfield. Ce fut une collaboration fructueuse qui assura une grande partie des ventes d'Avia. Des centaines de camions Smith Electric avec des châssis-cabines produits à Prague sont maintenant en service aux États-Unis.
L'application de la norme Euro V en 2009 a imposé une augmentation de la puissance des moteurs, de 185 à 207 Ch pour le Cummins ISBe Euro V à quatre cylindres. La gamme a continué à s'étendre, allant maintenant de 6 à 12 tonnes.
Les années 2010 et 2011 ont représenté une période très faste pour la marque, sur le marché intérieur tchèque comme sur les marchés étrangers. Ashok Leyland a aidé Avia non seulement à surmonter la crise de 2008-09 et, dans le cadre de projets communs, lui a ouvert de nouveaux marchés. Avia est passé de simple fabricant local de camions d'Europe centrale et orientale à une marque mondiale. Les camions Avia ont été vendus en Europe, aux États-Unis, au Moyen-Orient, en Asie, en Argentine et en Russie. Les camions électriques Smith ont été vendus au Royaume-Uni et aux États-Unis où le gouvernement encourageait alors l'achat de véhicules électriques par des subventions financières.
Avia se porte bien en Russie avec la production conjointe de petits bus en partenariat avec Volgabus. La version russe, appelée "Rhytmix", a été lancée en octobre 2011. Le prototype de bus de huit mètres de long conçu pour l'Union européenne devait être dévoilé plus tard, mais le projet n'a pas abouti.
En 2003, à la suite de difficultés internes, le constructeur indien Ashok Leyland a arrêté la production en République Tchèque et l'a transférée en Inde où il a continué à produire des véhicules basés sur les cabines Avia, qui ont été nommés Ashok Leyland Boss et Ashok Leyland Guru.

### Reprise par le groupe tchèque CSG en 2016
En avril 2016, le groupe tchèque CSG basé à Ostrava a racheté Avia à Ashok Leyland. Les véhicules Avia ne seront plus fabriqués à Letňany, mais dans la zone industrielle de Přelouč.
Avia a lancé une nouvelle gamme de modèles Avia D Initia en septembre 2017. Les camions moyens répondent à la norme Euro VI et comprennent des moteurs à quatre cylindres Cummins ISB 4.5l de 150, 180 et 210 Ch. La compagnie envisage de produire environ 360 à 400 camions par an.

## Productions

### Modèles d'avions
Avia est à l'origine des appareils suivants :
- Avia BH-1: Monoplan monoplace de sport, 1 prototype (1919).
- Avia BH-2: Monoplan monoplace de sport, 1 prototype (1920).
- Avia BH-3: Chasseur monoplace, 10 exemplaires de série (1921).
- Avia BH-4: Prototype dérivé du BH-3 (1923).
- Avia BH-5: Biplace de sport, 1 prototype (1923).
- Avia BH-6: Chasseur biplan, 1 prototype (1923).
- Avia BH-7: Chasseur monoplan parasol, 1 prototype (1923)
- Avia BH-7B: Avion de course monoplan, dérivé du BH-7, 1 prototype (1923)
- Avia BH-8: Monoplace de chasse dérivé du BH-6 (1923)
- Avia BH-9: Biplace de sport (1923), 10 pour l'armée tchécoslovaque comme B.9
- Avia BH-10: Monoplace de sport (1923), 20 pour l'armée tchécoslovaque comme B.10
- Avia BH-11: Biplace de sport (1923), 15 pour l'armée tchécoslovaque comme B.11
- Avia BH-12: Biplace de sport (1924).
- Avia BH-16: Monoplan de sport ultra-léger, 1 prototype (1924).
- Avia BH-17: Chasseur biplan, 24 exemplaires de série (1924).
- Avia BH-19: Chasseur monoplace, 2 prototypes (1924).
- Avia BH-20 (en): Biplan biplace d'entrainement à la voltige (1924)
- Avia BH-21
- Avia BH-22
- Avia BH-23
- Avia BH-25
- Avia BH-26
- Avia BH-28
- Avia BH-29
- Avia BH-33, Avia B.133
- Avia B.34, Avia B.134, Avia B.234, Avia B.334, Avia B.434, Avia B.534, Avia B.634
- Avia B.35 (en), Avia B-135
- Avia B.71
- Avia B.122 (en), Avia B.222, Avia B.322, Avia B.422
- Avia B.156 (nl)
- Avia B.158 (en)
- Avia C.2
- Avia S.92 (cs), Avia CS.92
- Avia S.99, Avia CS.99, Avia S.199, Avia CS.199

### Modèles de camions
- Škoda 706
- Tatra 805
- Praga V3S
- Praga S5T
- Praga RN/RND
- Avia A
- Avia S430
- Avia Devin
- Avia A (1997)
- Avia A11
- Avia D
- FS Lublin